# Voivodato de Inowrocław
El voivodato de Inowrocław (en polaco: województwo inowrocławskie) fue una unidad de división administrativa y gobierno local en Polonia desde el siglo XIV hasta la primera partición de Polonia en 1772. Junto con el vecino voivodato de Brześć Kujawski, formaba parte de la región de Cuyavia y de la provincia de la Gran Polonia.
Con un tamaño de unos 2900 km² (junto con la Tierra de Dobrzyń, su superficie era de 5877  km²), fue uno de los voivodatos más pequeños de la Mancomunidad polaco-lituana. En los primeros años después de su creación (siglo XIV), se llamó Voivodato de Gniewkowo (Województwo gniewkowskie), de la ciudad de Gniewkowo, sede de los príncipes locales de los Piastas. La última mención del voivodato de Gniewkowo fue en 1420. Aunque la capital del voivodato estaba en Inowrocław, su mayor centro urbano era Bydgoszcz. Los sejmiks locales, junto con el voivodato de Brzesc Kujawski, tuvieron lugar en Radziejow. El voivodato de Inowroclaw con la Tierra de Dobrzyń tenía seis senadores (vaivoda y castellano de Inowroclaw, castellano de Bydgoszcz y castellanos de Dobrzyń, Rypin y Slonsk Dolny).
Además de los dos condados originales de la parteCuyavia del voivodato, también incluía la tierra de Dobrzyn, ubicada en la orilla oriental del Vístula que se convirtió en parte del Reino de Polonia en 1466. la Tierra de Dobrzyn se dividió en tres condados (Dobrzyń, Rypin, Lipno) y tenía sus propios sejmiks en Lipno.
Asiento del gobernador:
- Inowrocław

Voivodas: Hieronim Radomicki (1630-1651)
Asientos del consejo regional (sejmik):
- Radziejow
- Lipno

División administrativa:
- Condado de Inowrocław
- Condado de Bydgoszcz
- Tierra de Dobrzyń (ziemia dobrzyńska), dividida en los condados de Dobrzyń, Rypin y Lipno.

Voivodatos vecinos:
- Voivodato de Pomerania
- Voivodato de Chełmno
- Voivodato de Płock
- Voivodato de Brześć Kujawski
- Voivodato de Kalisz
- Voivodato de Gniezno (desde 1768)